# Emomali Rahmon
Emomalii Rahmon (tiếng Ba Tư: امام‌علی رحمان), (tiếng Tajik: Эмомалӣ Раҳмон; sinh ngày 5 tháng 10 năm 1952) là chính trị gia người Tajik, Ông là người đứng đầu Tajikistan từ năm 1992, và là Tổng thống Tajikistan từ năm 1994.
Trong những năm đầu của nhiệm kỳ tổng thống, Rahmon phải đối mặt với cuộc nội chiến, trong đó có tới 100.000 người thiệt mạng.